# El Casón
El Casón es un mausoleo tardorromano de carácter familiar de finales del siglo IV d. C., ubicado en la localidad de Jumilla (Murcia). Está considerado uno de los monumentos funerarios de su tipo mejor conservados de la península ibérica. Fue declarado Monumento Histórico-Artístico perteneciente al Tesoro Artístico Nacional en 1931 y, posteriormente, Bien de Interés Cultural protegido por la Ley 16/1985, de 25 de junio, del Patrimonio Histórico Español. El Casón ha sido objeto de diferentes estudios arqueológicos, convirtiéndose en un ejemplo de la arquitectura tardorromana en Europa.

## Ubicación
Hasta los años 70 del siglo XX, el monumento se encontraba a las afueras del núcleo urbano de la localidad, en un antiguo paraje denominado “Tras el Huertecico”. No obstante, el desmantelamiento del ferrocarril de vía estrecha Jumilla - Cieza en 1969 provocó el crecimiento urbano de la localidad hacia el sur y la integración del monumento en el barrio de San Antón del municipio. De esta manera, el mausoleo está ubicado en una pequeña plaza situada a 1,5 metros por debajo de la aledaña avenida del Casón debido a la inexistencia de un plan de planificación urbanística previo.
El entorno del sepulcro ha sufrido diversas modificaciones con el paso del tiempo. En febrero de 2025 se volvió a abrir el paso a la pequeña plaza tras la última reforma acometida por el Ayuntamiento de Jumilla y enmarcada dentro del Plan de Sostenibilidad Turística.

## Descripción arquitectónica
El mausoleo mide aproximadamente 7,54 metros de ancho y 4,62 metros de largo. Está estructurado en planta cruciforme y el cuerpo central está cubierto por una bóveda de cañón. El acceso, situado en el lado este, está cubierto por un arco de medio punto de ladrillo. A ambos lados del edificio, en los lados norte y sur, se adosan dos pequeñas estancias de planta absidal y cubiertas con bóvedas de cuarto de esfera, dotados de ventanas que permiten la iluminación interior. Estas estancias eran, posiblemente, destinadas a ofrendas o zonas de almacenamiento
Gracias a la solidez de sus muros, de casi 50 cm de grosor y el empleo de rocas resistentes y morteros de cal en su construcción, el monumento se ha conservado en excelente estado, reflejando la gran destreza técnica de sus constructores.A nivel constructivo, el Casón comparte técnicas con otros mausoleos del norte de África y el Mediterráneo. Se asemeja a estructuras funerarias de Tarragona, Mazarrón y La Alberca.

## Contexto funerario
Con el paso del tiempo, se produjo el expolio paulatino y remoción de las tumbas en distintos momentos históricos, lo que ha derivado en la escasez de restos óseos y, por tanto, en la imposibilidad de un estudio completo del monumento. Además, la falta de inscripciones funerarias ha provocado que sea difícil la identificación del estatus social o la religión de los difuntos, ya que este tipo de tumbas fueron utilizadas tanto por romanos paganos como cristianos.
Se puede atestiguar la existencia de tres tumbas en el subsuelo del sepulcro, separadas por muros de mampostería en forma de “T” invertida y revestidas con mortero hidrófugo. Por otro lado, también destaca la existencia de lajas de caliza micrítica que cubrían dichas tumbas y permitían la reutilización de las mismas en diversas ocasiones, probablemente para una familia o grupo social.
El ritual funerario en los tres casos consistió en la inhumación. Dos de las sepulturas están dispuestas en línea con el eje principal del monumento, mientras que la tercera está en posición perpendicular. La orientación de las tumbas no atiende a ningún patrón religioso concreto, sino que responde a las limitaciones espaciales dentro del mausoleo.Se ha determinado que los restos corresponden a cuatro personas: un niño de aproximadamente un año y medio o dos, un joven y dos adultos, uno de ellos de más de 45 años. Sin embargo, no se puede confirmar que pertenecieran a las inhumaciones originales.

## Contexto historiográfico y arqueológico
La referencia historiográfica más antigua sobre el monumento aparece en la Historia Antigua y Moderna de Jumilla del canónigo Juan Lozano Santa, de finales del siglo XVIII, donde lo menciona como parte de los vestigios materiales antiguos de la localidad. En su descripción, señala que presenta una estructura ovalada, con dos elementos de la misma forma que se extienden a ambos lados del edificio.
En segundo lugar, destaca la labor de Manuel González Simancas en su Catálogo Monumental de la Provincia de Murcia, elaborado entre 1905 y 1907. En esta obra, se ofrece una descripción arquitectónica del monumento, lo que ha facilitado el conocimiento del estado de conservación del mausoleo en ese momento y las modificaciones que ha sufrido de forma posterior. Además, fue el primer estudio que intentó enmarcar cronológicamente el monumento, situándolo en época tardorromana, marcando así un punto de inflexión en su estudio. No obstante, su función original seguía siendo incierta, ya que el propio González Simancas sugirió que podría haber sido una iglesia con planta de cruz griega.
Por otro lado, Cayetano de Mergelina y Luna llevó a cabo en 1935 las primeras excavaciones con enfoque arqueológico. En 1943, publicó un estudio en el que, por primera vez, identificó el carácter funerario del monumento. Su investigación también permitió constatar que, para entonces, el interior de las tumbas ya había sido objeto de saqueo y expolio.
A partir de la década de 1950, y hasta mediados de los años 90, el sepulcro quedó excluido de los principales estudios arqueológicos y de arquitectura tardorromana en la península ibérica. Sin embargo, algunas excepciones incluyen su registro en la Carta Arqueológica de Jumilla de 1971, realizada por María Molina y Jerónimo Molina, así como su mención en el Apéndice del volumen sobre la época romana de Historia de España, de Menéndez Pidal, publicado en 1956. Además, el monumento siguió siendo referido en obras turísticas y de divulgación.
En 1995 se llevó a cabo un proyecto de investigación histórico-arqueológica, presentado por José Miguel Noguera Celdrán, junto con la Universidad de Murcia, a la Dirección General de Cultura de la Región de Murcia, con el objetivo de profundizar en el estudio del monumento y prevenir su deterioro. Estos trabajos permitieron avanzar en el conocimiento del sepulcro, así como en su valoración desde una perspectiva histórica y artística. Asimismo, se descubrió una fosa de inhumación que no había sido detectada en excavaciones previas.
Estas últimas investigaciones no solo se llevaron a cabo dentro del edificio, sino que también se enfocaron en el estudio del contexto arqueológico. Como resultado, se descubrió un conjunto termal perteneciente a una villa rural, vinculado directamente con el mausoleo, que funcionaría como panteón familiar de sus propietarios. Este conjunto balneario se habría construido en dos fases, la primera en torno al final del siglo I d. C. y la primera mitad del siglo II d. C., y la segunda desde finales del siglo III d. C. hasta el siglo IV d. C.; siendo la segunda contemporánea a la construcción del Casón. Por tanto, el Casón debe entenderse en relación con este conjunto, vinculado a la villa de Los Pedregales.
Asimismo, en 1893, durante la construcción de una bodega aledaña al mausoleo, se descubrió una estatuilla de bronce que representa a Somnus, el equivalente romano del dios griego Hypnos (dios del sueño). Estilísticamente, se fecha en el siglo II y se asocia con la villa romana a la que pertenecía el complejo balneario relacionado con el Casón. La estatuilla está expuesta en el Museo Nacional de Antigüedades de Berlín.Por otro lado, en 1991 se realizaron unas nuevas excavaciones en la zona del mausoleo realizadas por la empresa Telefónica en las que se halló material arqueológico relacionados con los sistemas de hipocausis implementados en las termas romanas.

## Conservación del monumento
A pesar del paso del tiempo, la estructura y morfología originaria del sepulcro han perdurado hasta nuestros días gracias a la solidez de sus muros y los materiales utilizados en la construcción.Solo se aprecian algunos daños en elementos no estructurales y grietas en los enlucidos de las cubiertas. Sin embargo, el análisis arqueológico de sus cimientos, muros y cubiertas revela que la estructura sufrió procesos de deterioro parcial seguidos de posteriores reparaciones.
Debido al desconocimiento general del monumento, entre 1905 y 1908 se reconstruyó parte del mausoleo con técnicas inadecuadas que afectaron a su estructura original. Así, se reconstruyó la fachada posterior, el testero y parte de los absidiolos, empleando mampostería de calidad inferior a la original. Además, se modificó la entrada, añadiendo un vano pseudo-arqueado y un tabique con puerta de madera. Las cubiertas fueron reparadas con argamasas pobres en cal, las cuales se han degradado con el tiempo.
A pesar de la declaración del sepulcro como Monumento Histórico-Artístico en 1931, el sepulcro quedó completamente desprotegido en medio de la huerta. Luego, la construcción de una tajea de desagüe de la vía férrea Jumilla - Cieza alteró la estructura original, obligando a realizar reparaciones en la fachada posterior. Además, los movimientos de tierra realizados durante la construcción de la línea de ferrocarril provocaron la alteración del depósito arqueológico asociado al edificio. Asimismo, el mausoleo se vio perjudicado por las vibraciones que, durante casi 50 años, recibió por el paso de los trenes que circulaban junto a él.
Por otro lado, en los años 40 se produjo la construcción de una fábrica de esparto alrededor del sepulcro.En 1952, el propietario de la fábrica de esparto levantó una cerca que se apoyó en parte del mausoleo para delimitar su terreno respecto a la línea férrea, dejando el edificio dentro de la propiedad. En este tiempo, el mausoleo fue utilizado como almacén de aperos de labranza y otros utensilios, además de servir como refugio para cocinar y encender fuego.
Esta situación se mantuvo hasta 1957, cuando la Dirección General de Bellas Artes ordenó al Ayuntamiento establecer un entorno de protección para el edificio. Así, se realizaron obras que incluyeron la demolición de los cercos existentes y la creación de un pequeño terreno para aislar el monumento de la fábrica. Además, se consolidaron los muros y bóvedas con mortero bastardo y se eliminaron los elementos añadidos entre 1905 y 1908, conservando la puerta y el umbral.Sin embargo, debido a la proximidad de la vía férrea, se construyó una nueva cerca que terminó apoyándose, por segunda vez, en la estructura del mausoleo.
Del mismo modo, la urbanización del área próxima al monumento tras el desmantelamiento de la vía férrea que unía Jumilla y Cieza en 1969 contribuyó al deterioro del monumento. Además, la falta de planificación urbanística provocó que, tras la prolongación de la calle Isaac Peral en 1994, el agua de escorrentía procedente de la zona del Castillo impactase directamente contra el monumento.
Durante los trabajos llevados a cabo entre 1995 y 1999, dirigidos por José Miguel Noguera Celdra, además de realizar una nueva excavación en el interior del monumento y extender los trabajos a toda el área perimetral, se llevaron a cabo análisis arqueométricos de la mampostería y los morteros.También se realizaron ortofotogrametrías y dibujos de todos los alzados y la cubierta, lo que permitió registrar la información estratigráfica del estudio de los muros del edificio y reconocer sus distintas fases constructivas, diferenciando entre las estructuras originales y las restauraciones modernas.
Los resultados establecieron que los muros portantes no presentan fracturas significativas, salvo algunas brechas localizadas en los cimientos del muro noreste y en el acceso al absidiolo suroeste. En contraste, los muros no portantes han sufrido derrumbes importantes, especialmente en la fachada de cabecera y la posterior, posiblemente como consecuencia de intervenciones humanas intencionadas. En cuanto a los absidiolos, se han documentado colapsos en sus muros, algunos de origen natural y otros relacionados con modificaciones modernas. Por último, las cubiertas no han sufrido colapsos estructurales graves, aunque han perdido parte de su material de recubrimiento y presentan fisuras.
Asimismo, en 1995, la Dirección General de Cultura de la Consejería de Cultura y Educación de la Región de Murcia, a través de un informe emitido el 1 de junio, propuso la creación de un entorno de protección que incluyera todos los yacimientos identificados en el sector sur de Jumilla.Estos yacimientos fueron considerados parte de un único gran conjunto arqueológico, denominado complejo Casón-Pedregal.La delimitación de esta zona de seguridad fue oficialmente aprobada en 1996. El edificio quedó dentro de una plaza ajardinada.

## El Casón en la cultura popular
A lo largo de la historia, la relación entre el Casón y los jumillanos ha sido importante. Su estado semirruinoso y su excepcional morfología provocó la creación de diversas leyendas que convirtieron al mausoleo en uno de los elementos más singulares de la localidad. Uno de los mitos más conocidos es el que sitúa en su interior la entrada a un pasadizo secreto que llegaría hasta el Castillo.Además, también destaca, durante los primeros años del siglo XX, la publicación en el Semanario Local de diferentes artículos firmados bajo el pseudónimo de El Fantasma del Casón.